# Pointe Saint-Joseph
La pointe Saint-Joseph est une pointe rocheuse d'origine volcanique qui se situe sur la commune de  Cayenne en Guyane.